# Abbás Kiarostamí

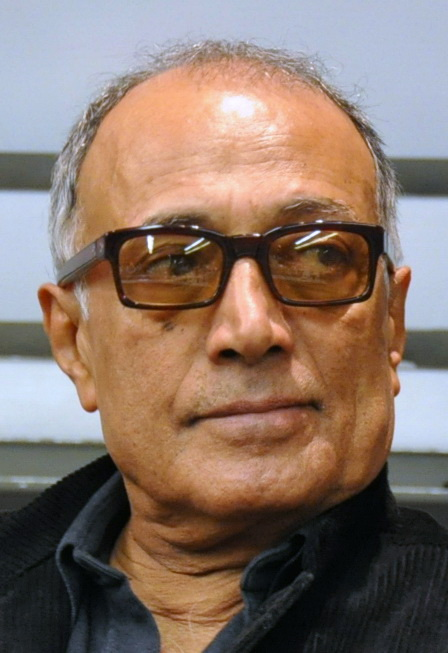
Abbás Kiarostamí 2015

Abbás Kiarostamí (persky عباس کیارستمی‎); (22. června 1940 Teherán – 4. července 2016 Paříž) byl íránský filmový režisér a scenárista. Byl známý také jako malíř, fotograf a básník. Jeho styl se vyznačoval pomalým tempem, dlouhými rafinovaně komponovanými záběry, využíváním dokumentárních postupů a využíváním filozofických námětů.

## Tvorba
Abbás Kiarostamí původně pracoval jako dopravní strážník, pak vystudoval výtvarnou školu a živil se ilustrováním knih. V roce 1969 spoluzaložil filmovou sekci Ústavu pro duchovní rozvoj mládeže (známého pod zkratkou Kanun). Finanční podpora státu a skutečnost, že cenzura dětské filmy nekontrolovala tolik jako ty pro dospělé způsobily, že se kolem Kanunu soustředila skupina autorů, nazývaná jako íránská nová vlna.
V roce 1977 natočil Kiarostamí svůj hraný debut Zpráva, příběh úředníka obviněného z korupce a zároveň procházejícího manželskou krizí. Na rozdíl od jiných filmařů, kteří po roce 1979 odešli ze země, Kiarostamí zpočátku islámskou revoluci podporoval.
V roce 1987 měl obrovský úspěch jeho film Kde je dům mého přítele?, jednoduchý příběh chlapce hledajícího v sousední vesnici spolužáka, s nímž si omylem vyměnil sešit, vynikal originální prací se střihem a mizanscénou i skvělým vedením dětských herců.
V roce 1990 následoval film Detail, zpracovávající skutečný příběh podvodníka, vydávajícího se za slavného filmového režiséra.
K hrdinům filmu Kde je dům mého přítele? se vrátil v roce 1992 ve snímku Život jde dál, ve kterém popisuje cestu „režiséra“ předchozího filmu hledajícího dva chlapce z oblasti zasažené zemětřesením, které obci Koker mezitím (skutečně) postihlo. O dva roky později natočil film Pod olivovníky, kterým tuto kokerskou trilogii završuje vyprávěním o „natáčení“ Život jde dál. Využívá tím principu "filmu ve filmu" a ironicky konfrontuje přímočaré vesničany postižené skutečnou tragédií s filmovým štábem, který jen hledá atraktivní námět.
V devadesátých letech svět objevil íránskou kinematografii a nazval ji „filmový zázrak“. Přispělo k tomu i Kiarostamího psychologické drama Chuť třešní (1997), využívající uzavřený prostor automobilu, jehož řidič se rozhodl spáchat sebevraždu a přemlouvá stopaře, aby ho pohřbil. Tento film získal Zlatou palmu z Cannes. Kiarostamí se příčil označení kokerská trilogie a naznačoval, že dává větší smysl označit za trilogii filmy Život jde dál, Pod olivovníky a Chuť třešní, protože je spojuje společné téma vzácnosti života spíše než společné místo.
Následující film Vítr nás odvane (1999) opět poukazuje na manipulátorské sklony umělců - fotograf čeká v zapadlé vesnici na smrt místní stařenky, aby mohl zaznamenat tradiční pohřební obřady.
Mezinárodní úspěchy umožnily Kiarostamímu natáčet v zahraničí: v roce 2005 se podílel na povídkovém filmu o rozmanitých cestujících v dálkovém rychlíku do Říma Jízdenky (spolu s Ermannem Olmim a Kenem Loachem), v roce 2009 natočil koprodukční film Věrná kopie s Juliette Binocheovou v hlavní roli. Autor zde opět rozvíjí téma fikce a skutečnosti (majitelka toskánského starožitnictví prodávajícího napodobeniny antických soch vydává cizího muže za svého manžela), ale kritika označila film za příliš poplatný francouzskému psychologismu.

## Soukromý život
Abbás Kiarostamí byl rozvedený, měl dva syny - mladší Bahmán Kiarostamí natáčí dokumentární filmy o umění. Abbás Kiarostamí byl známý tím, že kvůli oční chorobě pořád nosil sluneční brýle. Jeho největší zálibou byl poslech klasické hudby. V roce 2002 byl pozván na filmový festival do New Yorku, ale americké úřady mu odmítly udělit vízum; na protest proti tomu finský režisér Aki Kaurismäki festival bojkotoval.